# Sinularia corpulentissima
Sinularia corpulentissima is een zachte koraalsoort uit de familie Alcyoniidae. De koraalsoort komt uit het geslacht Sinularia. Sinularia corpulentissima werd in 2007 voor het eerst wetenschappelijk beschreven door Manuputty & van Ofwegen. 